# Municipio San Felipe
Municipio San Felipe es uno de los 14 municipios del Estado Yaracuy, Venezuela. Es el municipio más importante del Estado Yaracuy en la Región Centroccidental. La ciudad capital San Felipe se encuentra situada en el municipio, así como el 60% de los establecimiento comerciales de carácter nacional, como los principales Bancos de Venezuela. El municipio ocupa un área de 472 km² y posee una población estimada de 170 610 habitantes según el censo en 2011. Está dividido entre la Parroquia San Javier, la Parroquia Albarico y la Parroquia San Felipe.
La mayor parte del sector agrícola procesa sus productos en empresas con sede principal en el municipio.

## Historia
En época de la conquista un pequeño poblado fue formándose cerca de lo que hoy se conoce como San Felipe. Este poblado se le conoció como «Cerritos de Cocorote». Con el correr de los años el crecimiento de esta población empezó a rivalizar con la metrópolis Barquisimeto, por lo que se organizaron varias acciones punitivas tendientes a mantenerlo bajo control. Esto hacía que los habitantes optaran por «mover» su poblado hasta el lugar que ocupa en la actualidad. En 1812 un fuerte terremoto casi acabó con la ciudad pero esta supo reponerse y seguir creciendo.
En la actualidad San Felipe es una pujante ciudad con un alto crecimiento poblacional, comercial y cultural.

## Geografía

### Organización parroquial
| Parroquia            | Superficie | Población    | Densidad       |
| -------------------- | ---------- | ------------ | -------------- |
| San Felipe           | km²        | 90.263 hab.  | hab./km²       |
| Albarico             | km²        | 43.176 hab.  | hab./km²       |
| San Javier           | km²        | 19.869 hab.  | hab./km²       |
| Municipio San Felipe | 472 km²    | 153.308 hab. | 213,4 hab./km² |

## Política y gobierno

### Alcaldes
| Período     | Alcalde                      | Partido político / Alianza | % de votos | Notas |
| ----------- | ---------------------------- | -------------------------- | ---------- | --- |
| 1989 - 1992 | Domingo Aponte Barrios       |                            | 46,06      | Primer alcalde bajo elecciones directas |
| 1992 - 1995 | María Estilita Alejos de Rúa |                            | 54,72      | Segunda alcalde bajo elecciones diretas |
| 1995 - 2000 | Fhandor Quiroga              |                            | -          | Tercer alcalde bajo eleeciones directas (se realizaron elecciones generales adelantadas en el 2000 debido a la aprobación de la Constitución de 1999) |
| 2000 - 2004 | Victor Moreno                |                            | 39,39      | Cuarto alcalde bajo elecciones directas |
| 2004 - 2008 | Victor Moreno                |                            | 45,69      | Reelecto |
| 2008 - 2013 | Francisco Capdeviele         |                            | 37,40      | Quinto alcalde bajo elecciones directas (se postergan 1 año las elecciones municipales pautadas para finales del 2012)                                |
| 2013 - 2017 | Álex Sánchez                 |                            | 49,68      | Sexto alcalde bajo elecciones directas |
| 2017 - 2021 | Carlos Gamarra               |                            | 78,55      | Séptimo alcalde bajo elecciones directas |
| 2021 - 2025 | Roger Daza                   |                            | 46,80      | Octavo alcalde bajo elecciones directas |

### Concejo municipal
Período 1989 - 1992
| Concejales:         | Partido político / Alianza |
| ------------------- | -------------------------- |
| Pedro Colmenarez    | AD                         |
| Humberto Monserrat  | AD                         |
| Felix Serrano       | AD                         |
| William Ojeda       | AD                         |
| Sira de López       | AD                         |
| Wilmer Martínez     | COPEI                      |
| Felix Arteaga       | COPEI                      |
| Gustavo Falkenhagen | COPEI                      |
| Carmen Durán        | COPEI                      |

Período 1992 - 1995
| Concejales:           | Partido político / Alianza |
| --------------------- | -------------------------- |
| Alexis Martínez       | COPEI                      |
| Gustavo Falkenhagen   | COPEI                      |
| Adolfo Borges Mendoza | COPEI                      |
| Miguel Angel Díaz     | COPEI                      |
| Orlando Azuaje        | COPEI                      |
| Maritza Cabrera       | COPEI                      |
| Lorenzo Flores        | AD                         |
| Sira de López         | AD                         |
| Enrique Lugo          | AD                         |

Período 1995 - 2000
| Concejales:             | Partido político / Alianza |
| ----------------------- | -------------------------- |
| Angel Custodio Gonzalez | CONVERGENCIA               |
| Alejandrina Verastegui  | CONVERGENCIA               |
| Oscar Moreno            | CONVERGENCIA               |
| Miguel Álvarez          | CONVERGENCIA               |
| Luis Natanael Silva     | CONVERGENCIA               |
| José Roseliano Díaz     | CONVERGENCIA               |
| Miguel Ángel Díaz       | COPEI                      |
| Carmen Bazán de Rojas   | COPEI                      |
| Eleida Lugo de Eastman  | AD                         |

Período 2013 - 2018:
| Concejales        | Partido político / Alianza |
| ----------------- | -------------------------- |
| Félix Márquez     | PSUV                       |
| Omar Martínez     | PSUV                       |
| Antonio Escalona  | PSUV                       |
| William Ochoa     | PSUV                       |
| Nabor Herrera     | PSUV                       |
| Carlos Márquez    | MUD                        |
| Elías Montaño     | MUD                        |
| Gabriel Gutiérrez | MUD                        |
| Miguel Ponente    | MUD                        |

Período 2018 - 2021
| Concejales       | Partido político / Alianza |
| ---------------- | -------------------------- |
| Wiston Manamas   | PSUV                       |
| Fabihanna Altuve | PSUV                       |
| Roberto Cáceres  | PSUV                       |
| Daisy León       | PSUV                       |
| Normedis Malpica | PSUV                       |
| Danny Parra      | PSUV                       |
| Orangel Romero   | PSUV                       |
| Nabor Herrera    | PSUV                       |
| Alvis Viez       | PSUV                       |

Período 2021 - 2025
| Concejales         | Partido político / Alianza |
| ------------------ | -------------------------- |
| Fabihanna Altuve   | PSUV                       |
| Wiston Manamas     | PSUV                       |
| William Ochoa      | PSUV                       |
| Normedis Malpica   | PSUV                       |
| Jonathan Hernández | PSUV                       |
| Nabor Herrera      | PSUV                       |
| Paula Verastegui   | PSUV                       |
| Miguel Ugas        | FV                         |
| Beatriz Romero     | AD                         |